# Adriana (cantora portuguesa)
Adriana (Lisboa, 1984) é uma cantora portuguesa. Também é flautista e compositora.

## Biografia
Adriana Duarte nasceu em Lisboa, em 1983. 
O seu pai é o radialista e divulgador de jazz José Duarte. Começa a ter aulas de piano desde muito cedo. Estuda música e composição no Berklee College of Music, nos Estados Unidos. Com 20 anos recebeu o Berklee Achievement Award”.
Em 2009 lança o seu álbum de estreia  Adriana, no qual canta, é autora das letras, toca flauta, guitarra, piano, e é também, a produtora. O primeiro single "Cara ou Coroa" retirado deste álbum, obteve algum êxito nas rádios portuguesas e o álbum foi nomeado aos prémios Globos de Ouro, organizados pela SIC e pela revista Caras. 
O som sua música toca os meandros de um pop leve, entre o jazz, e a bossa nova. Em entrevista à MTV, Adriana classifica o seu som de uma sonoridade pop 'crossover'.
Em 2011 lança o álbum O Que Tinha De Ser .
Em  2004 muda-se para Los Angeles. Trabalha habitualmente com nomes como Frank Filipetti e Jeff Bova.
O tema "One More Mistake I Made" escrito por si em co-autoria com Vince Gill, aparece no álbum "Down to My Last Bad Habit"  editado em Fevereiro de 2016 pelo músico norte-americano.

## Prémios e reconhecimento
Recebeu o Berklee Achievement Award, com 20 anos. 
O tema Cara ou Coroa, do album Adriana, foi nomeado para a categoria de Melhor Canção, nos  Globos de Ouro de 2010. 

## Discografia
- 2009 - Adriana (Universal / Portugal)
- 2011 - O Que Tinha De Ser (Farol Música / Portugal)